# Luciano Salvador Gómez

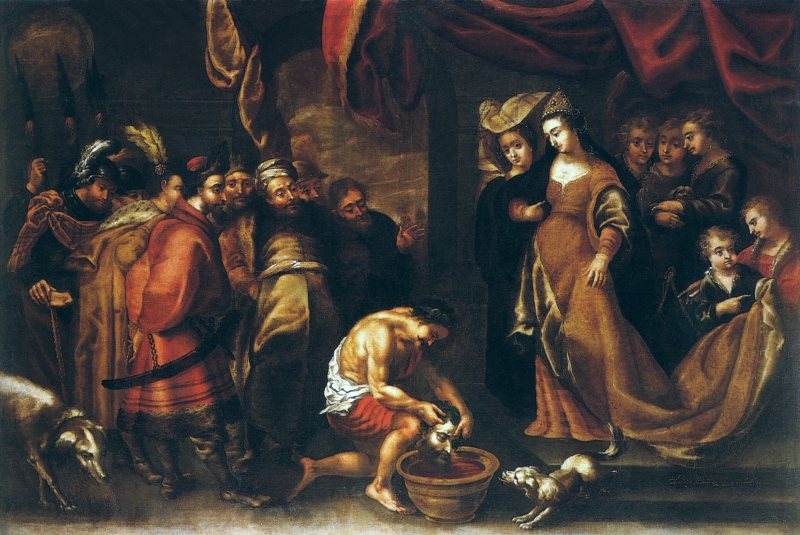
La venganza de Tomiris, óleo sobre lienzo, 178 x 267 cm, Universidad de Valencia.

Luciano Salvador Gómez fue un pintor barroco español, activo en Valencia en el segundo tercio del siglo XVII y hermano de Vicente Salvador Gómez.

## Biografía
Como ya advirtiera Ceán Bermúdez, de su vida y de su obra apenas se tienen datos más allá de ser hijo de Pedro Salvador y hermano de Vicente y, por «tradición constante en Valencia», discípulo como su hermano de Jerónimo Jacinto Espinosa, aunque más fácil es que lo hiciera en el taller paterno. Lo poco que de su mano se conoce revela a un artista de muy escasa inventiva, tratándose casi todo lo conservado de transposiciones de estampas, como observa Pérez Sánchez a propósito de la Cena en casa del fariseo del Colegio del Patriarca, derivada de una obra de Cigoli, y de una Asunción de la Virgen, de colección particular, copiada de una estampa de Rubens.
Copias de composiciones de Rubens a través de estampas son también el Juicio de Salomón y La venganza de Tomiris de la Universidad de Valencia, que se tuvieron por obras del círculo de los March hasta la aparición de las firmas al ser limpiados. Se trata de dos lienzos de formato grande pintados al parecer para la capilla del Estudi General, dedicada a la Virgen de la Sapiencia, al entenderse ambos motivos —uno bíblico y el otro tomado de Heródoto— como espejos de justicia. Un aire flamenco muy marcado tienen también dos obras firmadas y hasta hace pocos años desconocidas: la Virgen Madre entre ángeles cantores, del Convento de San Pedro de las Justinianas de Cuenca, y la Asunción del Museo de León.